# Mircea Vodă, Constanța
Mircea Voda là một xã thuộc hạt Constanța, România. Dân số thời điểm năm 2002 là 7084 người.